# Аладдин (саундтрек, 2019)
Аладдин (саундтрек) (англ. Aladdin (Original Motion Picture Soundtrack)) — официальный саундтрек к фильму «Аладдин». В саундтрек входит кавер песни «A Whole New World» Зейна Малика и Жавии Уорд, песни из оригинального мультфильма, новая песня «Speechless», написанная композитором оригинального фильма, Аланом Менкеном и дуэтом, Пасек и Пол, а также партитура, написанная Менкеном. Саундтрек был выпущен 17 мая 2019 года.

## Происхождение и составление

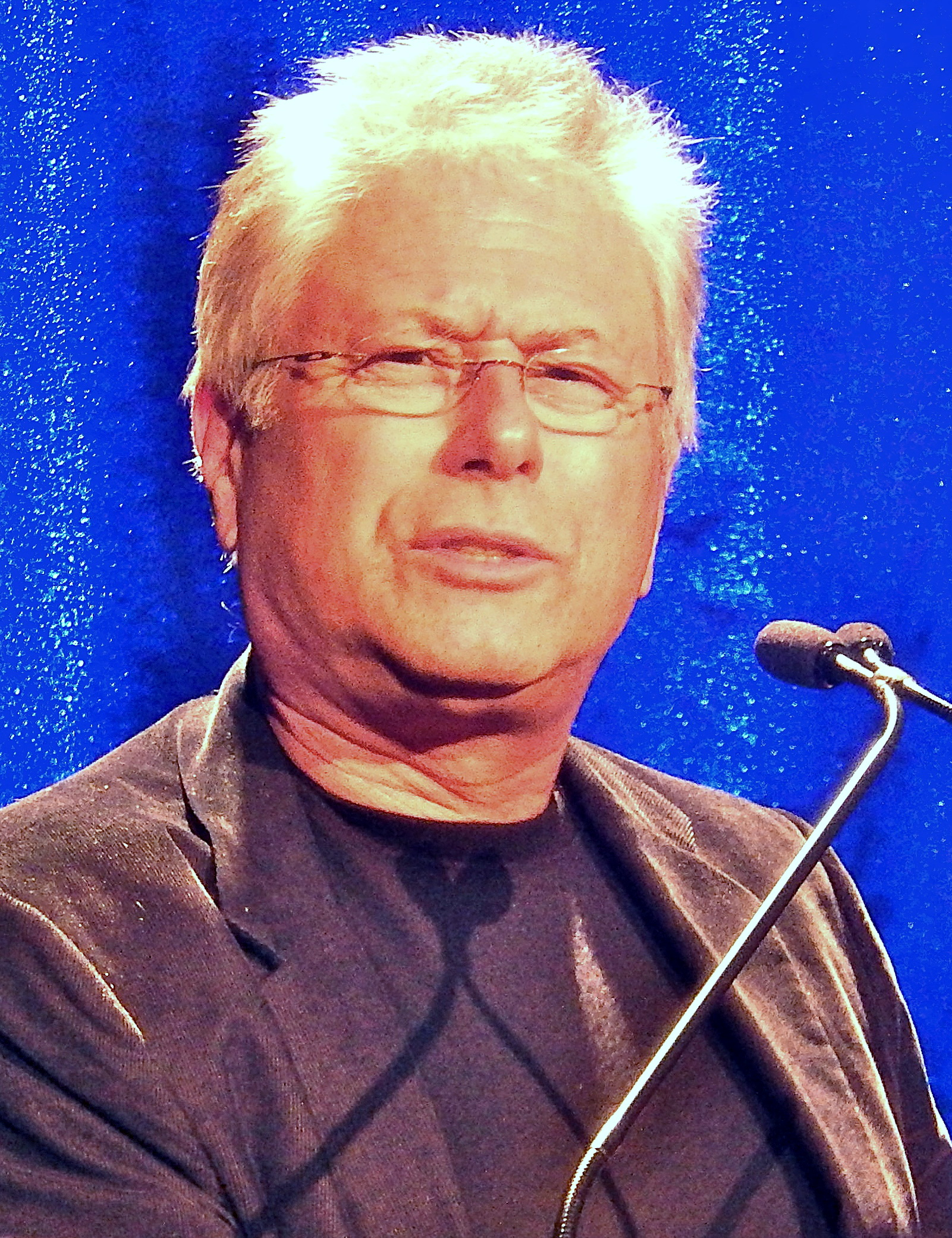
Алан Менкен, который сочинил музыку и написал песни для оригинального фильма, вернулся, чтобы сочинить музыку к ремейку и написать две новые песни, а также переписать песни из оригинального фильма.

На выставке D23 Expo стало известно, что композитор Алан Менкен, кто сочинил музыку и написал песни для анимационного фильма «Аладдин» будет работать над саундтреком ремейка вместе с авторами песен «Ла-Ла Ленда», Пасеком и Полом. Он также перепишет оригинальные песни, написанные им, Ховардом Эшманом и Тимом Райсом.
Менкен, Пасек и Пол также написали новый текст для песни «Arabian Nights» из оригинального анимационного фильма, которая была преобразована в музыкальный номер, знакомящий зрителей с сюжетом фильма и персонажами. Менкен сказал, что «на самом деле его работа заключалась в том, чтобы следить за камерой, пока она летит по Аграбе, показывая этот мир для зрителей», а затем "[он, Пасек и Пол] переписали некоторые слова, чтобы они соответствовали визуальным эффектам, которые Гай представил в фильме. Пасек, Пол и Менкен также переписали песню «Prince Ali», чтобы она соответствовала личности актёра, исполняющего роль Джинни, Уилла Смита. Смит сказал: «Гай дал мне возможность импровизировать и привнести свежую атмосферу в песню».
В фильме также представлены две преобразованные версии песни «Friend Like Me» из оригинального фильма. Первая, исполненная Джинни, была описана как «рэп», а вторая версия прозвучала в финальных титрах, её исполнили Смит и DJ Khaled. DJ Khaled также спродюсировал вторую версию песни. Версия Смита и DJ Khaled была выпущена как сингл. Ремейк также включает песню из оригинального фильма «A Whole New World», исполненную Массудом и Скотт и версию песни финальных титров исполненную Зейном Маликом и Жавией Уорд. Версия Малика и Уорд была выпущена как сингл 9 мая 2019 года. Английская и испанская версия песни, «Un Mundo Ideal», исполненная Маликом и Бекки Джи была выпущена 17 мая 2019 года.
Ричи рассказал, что новые песни «немного сдвинуты», чтобы отразить изменения между временем оригинального фильма и ремейком, хотя он сказал, что «по сути саундтрек тот же, просто несколько приукрашенный парой новых мелодий».

## Новые песни

### Speechless
Пасек и Пол также написали новую песню для Жасмин под названием «Speechless», которую Джастин Пол назвал «красивым моментом», оценив пение Скотт как «невероятное». Скотт назвала песню «ударом в лицо». И заявила, что многие девушки смогут ассоциировать себя с ней. Менкен рассказал, что песня «начинается с сольного фортепиано, которое проникает в душу Жасмин», а затем становится более инструментальной, и в конечном итоге «возвращается на круги своя». Исполнительный продюсер фильма Марк Платт назвал песню «большим прорывом Жасмин и что в ней она решает, что будет отстаивать то, во что верит».
Российская версия носит название «Смелой» — её исполнила Ксения Рассомахина.

### Desert Moon
Вторую песню, написанную специально для фильма, «Desert Moon» (рус. Луна в пустыне) исполняет дуэт Аладдина и Жасмин — Пол назвал композицию «нежной». 19 мая 2019 года Мена Массуд, играющий Аладдина, рассказал, что песня в итоге была вырезана из фильма. По сюжету песня должна была появиться в фильме после того, как Джафар схватил Аладдина — юноша не смог прийти в полночь на назначенную встречу с Жасмин; по словам Пола, «Алан написал невероятно красивую музыку, и мы были очень рады написать текст к ней — актёры звучат потрясающе. Это красивая песня, и мы надеемся, что зрители смогут её услышать — но это один из тех моментов, когда динамичное развитие сюжета было важнее музыкальных номеров, поэтому композицию убрали из фильма». Однако в финальной версии картины, в сцене, когда Аладдин приводит Жасмин в свой дом после её спасения на базаре, принцесса играет вступление песни, и Аладдин говорит, что его мать пела ему эту песню — как и мать Жасмин своей дочери.
Цифровая версия появилась в виде сингла на iTunes 16 августа 2019 года. 20 августа 2019 года Disney представил песню широкой публике на Youtube, сцена также появилась в разделе дополнительных материалов на DVD и Blu-Ray издании картины.

## Список композиций
Вся музыка написана Аланом Менкеном.
| №                   | Название                        | Текст песни               | Исполнитель(и)              | Длительность |
| ------------------- | ------------------------------- | ------------------------- | --------------------------- | ------------ |
| 1.                  | «Arabian Nights (2019)»         | Ховард Эшман; Пасек и Пол | Уилл Смит                   | 3:13         |
| 2.                  | «One Jump Ahead»                | Тим Райс                  | Мена Массуд                 | 2:55         |
| 3.                  | «One Jump Ahead (Reprise)»      | Тим Райс                  | Мена Массуд                 | 1:00         |
| 4.                  | «Speechless (Part 1)»           | Пасек и Пол               | Наоми Скотт                 | 1:17         |
| 5.                  | «Friend Like Me»                | Ховард Эшман              | Уилл Смит                   | 2:35         |
| 6.                  | «Prince Ali»                    | Ховард Эшман              | Уилл Смит                   | 3:29         |
| 7.                  | «A Whole New World»             | Тим Райс                  | Мена Массоуд и Наоми Скотт  | 2:55         |
| 8.                  | «One Jump Ahead (Reprise 2)»    | Тим Райс                  | Мена Массоуд                | 1:06         |
| 9.                  | «Speechless (Part 2)»           | Пасек и Пол               | Наоми Скотт                 | 2:24         |
| 10.                 | «A Whole New World (End Title)» | Тим Райс                  | Зейн Малик и Джавия Уорд    | 4:02         |
| 11.                 | «Friend Like Me (End Title)»    | Ховард Эшман              | Уилл Смит feat. DJ Khaled   | 2:39         |
| 12.                 | «Speechless (Full)»             | Пасек и Пол               | Наоми Скотт                 | 3:28         |
| 13.                 | «The Big Ship»                  |                           |                             | 1:17         |
| 14.                 | «Agrabah Marketplace»           |                           |                             | 1:53         |
| 15.                 | «Aladdin's Hideout»             |                           |                             | 1:55         |
| 16.                 | «Jasmine Meets Prince Anders»   |                           |                             | 0:34         |
| 17.                 | «Breaking In»                   |                           |                             | 1:46         |
| 18.                 | «Returning the Bracelet»        |                           |                             | 0:58         |
| 19.                 | «The Dunes»                     |                           |                             | 0:36         |
| 20.                 | «Simple Oil Lamp»               |                           |                             | 0:52         |
| 21.                 | «The Cave of Wonders»           |                           |                             | 2:43         |
| 22.                 | «The Basics»                    |                           |                             | 1:38         |
| 23.                 | «Escape from the Cave»          |                           |                             | 1:09         |
| 24.                 | «Prince Ali's Outfit»           |                           |                             | 2:18         |
| 25.                 | «Until Tomorrow»                |                           |                             | 2:03         |
| 26.                 | «Aladdin's Second Wish»         |                           |                             | 2:08         |
| 27.                 | «Never Called a Master Friend»  |                           |                             | 2:25         |
| 28.                 | «Harvest Dance»                 |                           |                             | 2:26         |
| 29.                 | «Jafar Becomes Sultan»          |                           |                             | 0:57         |
| 30.                 | «Hakim's Loyalty Tested»        |                           |                             | 1:14         |
| 31.                 | «Most Powerful Sorcerer»        |                           |                             | 1:28         |
| 32.                 | «Carpet Chase»                  |                           |                             | 1:49         |
| 33.                 | «Jafar Summons the Storm»       |                           |                             | 1:20         |
| 34.                 | «Jafar's Final Wish»            |                           |                             | 3:37         |
| 35.                 | «Genie Set Free»                |                           |                             | 5:36         |
| 36.                 | «The Wedding»                   |                           |                             | 1:11         |
| 37.                 | «Friend Like Me (Finale)»       | Ховард Эшман              | Алан Менкен feat. Уилл Смит | 1:31         |
| Общая длительность: | Общая длительность:             | Общая длительность:       | Общая длительность:         | 1:16:27      |

## Чарты
| Чарты (2019—2020)                     | Высшая позиция |
| ------------------------------------- | -------------- |
| Австралия (ARIA)                      | 4              |
| Австрия (Ö3 Austria)                  | 14             |
| Бельгия/Фландрия (Ultratop)           | 17             |
| Бельгия/Валлония (Ultratop)           | 83             |
| Канада (Canadian Albums Chart)        | 12             |
| Нидерланды (Album Top 100)            | 17             |
| Франция (SNEP)                        | 72             |
| Германия (Offizielle Top 100)         | 35             |
| Япония (Oricon)                       | 7              |
| Новая Зеландия (RMNZ)                 | 18             |
| Республика Корея (Gaon)               | 41             |
| Испания (PROMUSICAE)                  | 32             |
| Швейцария (Schweizer Hitparade)       | 30             |
| Великобритания (UK Compilation Chart) | 3              |
| США (Billboard 200)                   | 6              |
| США (Billboard Soundtrack Albums)     | 1              |

| Чарты (2019)                       | Позиция |
| ---------------------------------- | ------- |
| Австралия (ARIA)                   | 67      |
| Бельгия (Ultratop Flanders)        | 157     |
| США (Billboard 200)                | 173     |
| США (Soundtrack Albums, Billboard) | 9       |

| Чарты (2020)                       | Позиция |
| ---------------------------------- | ------- |
| США (Soundtrack Albums, Billboard) | 18      |

## Сертификации
| Регион                                                                      | Сертификация | Продажи |
| --------------------------------------------------------------------------- | ------------ | ------- |
| Великобритания (BPI)                                                        | Золотой      | 100 000 |
| Данные о продажах + прослушиваниях приведены только на основе сертификации. |              |         |